# Roberto Pruzzo
Roberto Pruzzo (Crocefieschi, 1 april 1955) is een Italiaanse ex-voetballer. 
Pruzzo maakte deel uit van het team van AS Roma dat in het seizoen 1982-83 voor de tweede keer in de clubgeschiedenis de Italiaanse landstitel won.